# Окушковщина
Оку́шковщина (бел. Аку́шкаўшчына) — хутор в Сморгонском районе Гродненской области Белоруссии. Входит в состав Вишневского сельсовета, до 2016 года входил в состав Войстомского сельсовета.
Расположен в восточной части района на правом берегу Вилии. Расстояние до районного центра Сморгонь по автодороге — 18 км, до центра сельсовета агрогородка Войстом по прямой — 14,5 км. Ближайшие населённые пункты — Белая, Ордея, Рудня. Площадь занимаемой территории составляет 0,0474 км², протяжённость границ 1820 м.

## Название
Название происходит от антропонима Акила (бел. Акула, уменьшительно-ласкательная форма бел. Акушка), потомки которого основали поселение.

## История
Хутор отмечен на карте Шуберта (середина XIX века) как застенок Окушковщизна в составе Беницкой волости Ошмянского уезда Виленской губернии. В 1865 году Окушковщина насчитывала 5 ревизских душ, 1 двор и 9 жителей католического вероисповедания. Входила в состав имения Залесье Огинских.
После Советско-польской войны, завершившейся Рижским договором, в 1921 году Западная Белоруссия отошла к Польской Республике и Окушковщина была включена в состав новообразованной сельской гмины Войстом Свенцянского повета Виленского воеводства. 1 января 1926 года гмина Войстом была переведена в состав Вилейского повета.
В 1938 году Окушковщина состояла из двух застенков, насчитывавших 2 дыма (двора), 16 душ и 3 дыма, 20 душ соответственно.
В 1939 году, согласно секретному протоколу, заключённому между СССР и Германией, Западная Белоруссия оказалась в сфере интересов советского государства и её территорию заняли войска Красной армии. Хутор вошёл в состав новообразованного Сморгонского района Вилейской области БССР. После реорганизации административного-территориального деления БССР хутор был включён в состав новой Молодечненской области в 1944 году. В 1960 году, ввиду новой организации административно-территориального деления и упразднения Молодечненской области, Окушковщина вошла в состав Гродненской области.

## Население
| 1865 | 1938 | 1999 | 2009 |
| ---- | ---- | ---- | ---- |
| 9    | 36   | 6    | 3    |

## Достопримечательности
К северо-западу от Окушковщины располагается территория биологического заказника «Мицкевичский».